# Groombridge Place

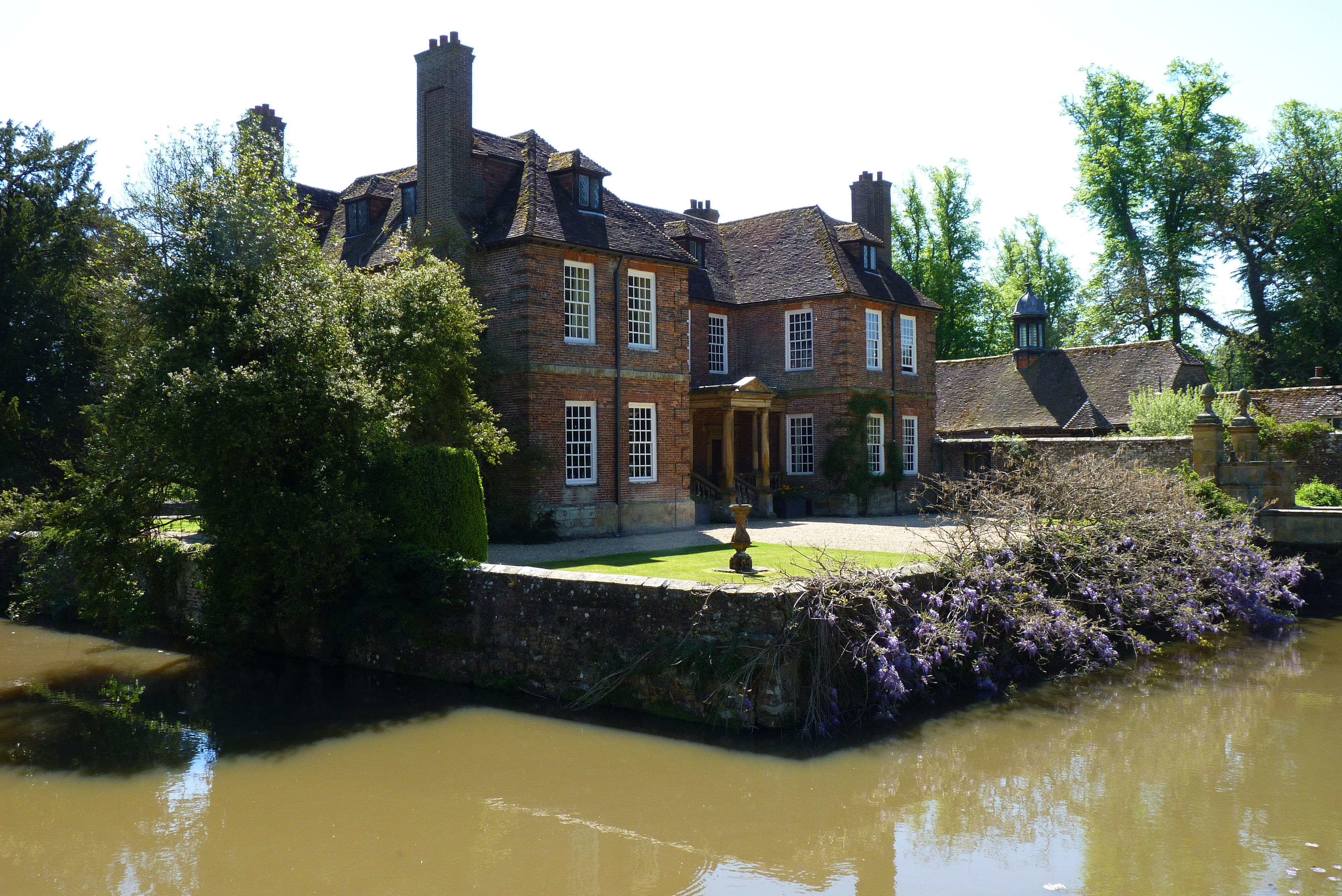
Groombridge Place mit Wassergraben

Groombridge Place ist ein von einem Wassergraben umgebenes Herrenhaus aus dem 17. Jahrhundert in der Ortschaft Groombridge und liegt nur wenige Kilometer südwestlich von Tunbridge Wells in der Grafschaft Kent, England.

## Beschreibung

### Gebäude
Groombridge Place ist zweistöckig und aus rotem Backstein erbaut. Sein Walmdach zieren mehrere Gauben.

### Garten- und Parkanlagen

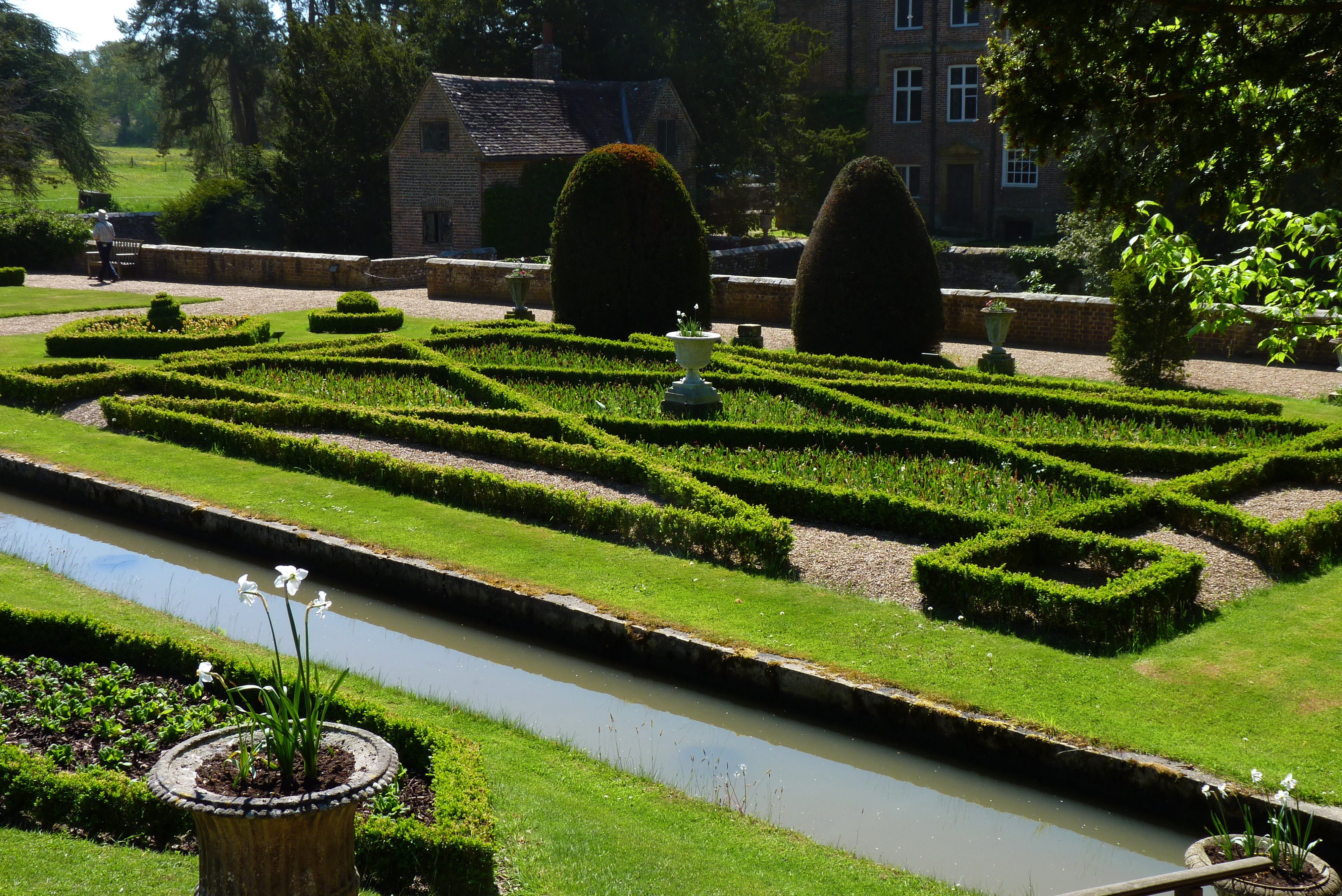
Gartenanlage

Der Park wurde erstmals 1674 unter Philip Packer angelegt. Sein Freund, der Gartentheoretiker John Evelyn, beriet ihn bei diesem Projekt. Der Garten schmiegt sich an einen flach abfallenden Südhang und ist an drei Seiten von einer Bruchsteinmauer aus dem 15. Jahrhundert umgeben. Die romantische Kulisse dazu bildet der mittelalterliche Wassergraben, der das Haus umgibt. Die Gärten umfassen unter anderem den Garten der Weißen Rosen mit über 20 Sorten davon, den Orientalischen Garten und den Betrunkenen Garten mit einer Ansammlung von in lustige Formen geschnittenen Büschen. Es ist einer der wenigen Gärten aus dem 17. Jahrhundert, der die spätere Landschaftspark-Bewegung überlebt hat. Außerhalb der Mauer gibt es außerdem einen Obst- und Weingarten sowie einen Garten mit diversen Wasserspielen.

## Geschichte
Die Vorfahren seiner Besitzer waren eng mit der Geschichte Englands verbunden: Sie waren an der Unterzeichnung der Magna Carta und an der Schlacht von Azincourt beteiligt, und selbst an der Enthauptung König Karls I.
Thomas Sackville, 1. Earl of Dorset, Schatzmeister von England, kaufte Groombridge und baute 1604 die ersten Häuser im Dorf. 1618 wurde Groombridge an John Packer verkauft, um die Spielschulden des dritten Earl of Dorset begleichen zu können. Das Haus in seiner heutigen Form wurde dann 1662 auf den Fundamenten des vorherigen Hauses von Philip Packer erbaut.

## Filmaufnahmen
- Stolz und Vorurteil: In der Verfilmung aus dem Jahr 2005 des gleichnamigen Romans von Jane Austen diente Groombridge Place als Longbourn House der Familie Bennet.
- Der Kontrakt des Zeichners: Der Film von Peter Greenaway aus dem Jahr 1982 spielt in den Gärten und teilweise im Haus Groombridge Place.